# Landgericht Vilsbiburg
Das Landgericht Vilsbiburg war ein von 1803 bis 1879 bestehendes bayerisches Landgericht älterer Ordnung mit Sitz in Vilsbiburg im heutigen Landkreis Landshut. Die Landgerichte waren im Königreich Bayern Gerichts- und Verwaltungsbehörden, die 1862 in administrativer Hinsicht von den Bezirksämtern und 1879 in juristischer Hinsicht von den Amtsgerichten abgelöst wurden.

## Geschichte

### Vorläufer
Seit 1411 war Geisenhausen Sitz eines herzoglichen Pflegamts, welches 1760 nach Vilsbiburg verlegt wurde. Die Bezeichnung lautete zu dieser Zeit Pfleg- oder auch Landgericht Vilsbiburg. Es gehörte zum Rentamt Landshut des Kurfürstentums Bayern.

### Das Landgericht älterer Ordnung
Im Zuge der Verwaltungsreformen in Bayern entstanden um 1803 die Landgerichte älterer Ordnung, so auch in Vilsbiburg. Zu dieser Zeit wurde ihm auch ein Teil des Landgerichts Teisbach mit Frontenhausen zugeschlagen. Das Landgericht Vilsbiburg gehörte nach der Gründung des Königreichs Bayern zum Isarkreis. 1838 musste das Landgericht Vilsbiburg im Verlauf einer weiteren Verwaltungsreform einige Gemeinden an das neu errichtete Landgericht Dingolfing abgeben. Der Landgerichtsbezirk wurde als Folge dieser Reform dem Unterdonaukreis unterstellt. Im selben Jahr wurde dieser in Kreis in Niederbayern umbenannt, aus dem der gleichnamige Regierungsbezirk hervorging.

### Trennung der administrativen und juristischen Aufgaben
Mit der Trennung der administrativen und juristischen Aufgaben in Bayern wurde das Landgericht 1862 in administrativer Hinsicht Teil des Bezirksamtes Vilsbiburg. Die verbleibenden Rechtspflegeeinrichtungen in Vilsbiburg behielten zunächst die Bezeichnung Landgericht. Anlässlich der Einführung des Gerichtsverfassungsgesetzes am 1. Oktober 1879 wurde das Amtsgericht Vilsbiburg errichtet, dessen Bezirk identisch mit dem vorherigen Landgerichtsbezirk Vilsbiburg war und aus den Ortschaften Aham, Aich, Altfraunhofen, Babing, Baierbach, Bergham, Binabiburg, Bodenkirchen, Bonbruck, Diemannskirchen, Dietelskirchen, Dirnaich, Eberspoint, Felizenzell, Frauensattling, Frontenhausen, Gaindorf, Geisenhausen, Gerzen, Haarbach, Hölsbrunn, Holzhausen, Jesendorf, Kröning, Lichtenhaag, Loizenkirchen, Neufraunhofen, Neuhausen, Pauluszell, Rampoldstetten, Ruprechtsberg, Salksdorf, Schalkham, Seyboldsdorf, Velden, Vilsbiburg, Vilslern, Wolferding und Wurmsham bestand.

### Landrichter
- 1803–1806: Ignatz von Predl
- 1806–1808: Nepomuk Freiherr von Pechmann
- 1809–1848: Moritz Karl Anton Bram
- 1849–1862: Eduard Schöninger